# جيب التمام
في الرياضيات، جَيْب التَمَام (بالإنجليزية: Cosine)‏ هو أحد الدوال المثلثية الرئيسية، وهو نسبة الضلع المجاور لزاوية إلى الوتر في مثلث ذي زاوية قائمة، حيث يكون الوتر هو الضلع المقابل للزاوية القائمة.
الدوال المثلثية هي دوال لزوايا هندسية، وهي دوال مهمة عندما يُراد دراسة مثلث أوعرض ظواهرِ دورية. يمكن تعريف هذه الدوال كنسبة لأضلاع مثلث قائم يَحتوي تلك الزاويةَ أَو بشكل أكثر عمومية كإحداثيات على دائرة مثلثية أو دائرة واحدية.
الدوال المثلثية هي دوال ترتبط بـالزاوية ، وهي مهمة في دراسة المثلثات وتمثيل الظواهر المتكررة (كالموجات). ويمكن تعريف الدوال المثلثية على أنهم نسب بين ضلعين في مثلث قائم فيه الزاوية المعنية. أو بشكل أوسع، كنسبة بين إحداثيات نقاط على دائرة الوحدة. ، ويعتبر دوما عند الإشارة إلى المثلثات أن الحديث يدور حول مثلث في سطح مستوي (مستوى إحداثي أو إقليدي)، وذلك ليكون مجموع زوايا المثلث 180 درجة دائما.
وهناك ثلاثة دوال مثلثية أساسية نوضحها للزاوية A وهي:
- جيب الزاوية A، ويُرمز له بالرمز «جا A» (بالإنجليزية: Sin A)‏، ويساوي النسبة بين الضلع المقابل للزاوية مقسوما على الوتر. (a مقسومة على h)
- جيب تمام الزاوية A، ويُرمز له بالرمز «جتا A» (بالإنجليزية: Cos A)‏، ويساوي النسبة بين الضلع المجاور للزاوية مقسوما على الوتر. (b مقسومة على h)
- ظل الزاوية A ، ويُرمز له بالرمز «ظا A» (بالإنجليزية: Tan A)‏، ويساوي (tan=sin/cos)، ويساوي النسبة بين الضلع المقابل للزاوية والضلع المجاور لها. (الظل يساوي a مقسومة على b )

## خصائص

### دورية
دالة جيب التمام هي دالة دورية دورها 2π.
{\displaystyle \forall x\in \mathbb {R} \quad \cos(x+2\pi )=\cos x}
هذه الخاصية تتدفق بشكل طبيعي من التعريف انطلاقا من دائرة الوحدة.
بتعبير أدق، هناك رقمان حقيقيان لهما نفس جيب التمام إذا كان مجموعهم أو فرقهم ينتمي إلى {\displaystyle 2\pi \mathbb {Z} }.

### زوجية
دالة جيب التمام هي دالة زوجية أي: 
{\displaystyle \forall x\in \mathbb {R} \quad \cos(-x)=\cos x}.

### دالة عكسية
دالة جيب التمام هي دالة دورية وبالتالي غير تباينية. أيضا، نعتبر اقتصارها إلى [0,π] التي هي تقابلية عند [0,π] في المدى [-1,1] ، ثم نعرف دالتها العكسية، قوس جيب التمام:
{\displaystyle {\begin{matrix}\mathrm {arccos} :&[-1,1]&\to &[0,\pi ]\\&x&\mapsto &\arccos x\end{matrix}}}
التي تحقق:
{\displaystyle \forall x\in [0,\pi ]\quad \arccos(\cos x)=x} ;
{\displaystyle \forall x\in [-1,1]\quad \cos(\arccos x)=x}

### التفاضل والتكامل (Calculus)

#### مشتق (أوالتغير في ميل الخط المستقيم) Slope
مشتق الدالة هو مقابل جيب الزاوية.
{\displaystyle \forall x\in \mathbb {R} \quad \cos 'x=-\sin x}.

#### مشتق عكسي (تكامل الدالة) Integral
{\displaystyle \int \cos(x)dx=\sin(x)}.

#### نهايات أو غايات (Limits)
من أجل إلى كل عدد حقيقي x، تكون دالة أو مقترنة جيب التمام مستمرة عند النقطة a، لذلك تكون النهاية في هذه النقطة هي cos (a)، بتعبير آخر:
{\displaystyle \lim _{x\to a}\cos(x)=\cos(a)}
أما بالنسبة لنهاية الدالة عند ±∞، فهي غير موجودة بسبب دورية الدالة

### الشكل الأسي للدالة
- لدينا:

{\displaystyle {\begin{aligned}e^{i\theta }&=\cos \theta +i\sin \theta \\[5pt]e^{-i\theta }&=\cos \theta -i\sin \theta .\end{aligned}}}
من تلك الصيغ (صيغ أويلر)، يمكن كتابة دالة جيب التمام على هذا الشكل:
{\displaystyle \cos \theta ={\frac {e^{i\theta }+e^{-i\theta }}{2}}=\cosh(i\theta )}
حيث i هي الوحدة التخيلية التي مربعها يساوي الواحد، بتعبير آخر: {\displaystyle i^{2}=-1}، و{\displaystyle \cosh \theta } هي دالة جيب التمام الزائدية.

### قيم جيب التمام لبعض الزوايا
| x (الزاوية) | x (الزاوية)                          | x (الزاوية) | جيب تمام الزاوية x                                    | جيب تمام الزاوية x |
| ----------- | ------------------------------------ | ----------- | ----------------------------------------------------- | ------------------ |
| درجات       | دائري                                | غراد        | القيمة بالضبط                                         | بالنظام العشري     |
| 0°          | 0                                    | 0g          | 1                                                     | 1                  |
| 180°        | {\displaystyle \pi }                 | 200g        | -1                                                    | -1                 |
| 15°         | {\displaystyle {\frac {\pi }{12}}}   | 16 2⁄3g     | {\displaystyle {\frac {{\sqrt {6}}+{\sqrt {2}}}{4}}}  | 0,965925826289068  |
| 165°        | {\displaystyle {\frac {11\pi }{12}}} | 183 1/3g    | {\displaystyle -{\frac {{\sqrt {6}}+{\sqrt {2}}}{4}}} | -0,965925826289068 |
| 30°         | {\displaystyle {\frac {\pi }{6}}}    | 33 1⁄3g     | {\displaystyle {\frac {\sqrt {3}}{2}}}                | 0,866025403784439  |
| 150°        | {\displaystyle {\frac {5\pi }{6}}}   | 166 2⁄3g    | {\displaystyle -{\frac {\sqrt {3}}{2}}}               | -0,866025403784439 |
| 45°         | {\displaystyle {\frac {\pi }{4}}}    | 50g         | {\displaystyle {\frac {\sqrt {2}}{2}}}                | 0,707106781186548  |
| 135°        | {\displaystyle {\frac {3\pi }{4}}}   | 150g        | {\displaystyle -{\frac {\sqrt {2}}{2}}}               | -0,707106781186548 |
| 60°         | {\displaystyle {\frac {\pi }{3}}}    | 66 2⁄3g     | {\displaystyle {\frac {1}{2}}}                        | 0,5                |
| 120°        | {\displaystyle {\frac {2\pi }{3}}}   | 133 1⁄3g    | {\displaystyle -{\frac {1}{2}}}                       | -0,5               |
| 75°         | {\displaystyle {\frac {5\pi }{12}}}  | 83 1⁄3g     | {\displaystyle {\frac {{\sqrt {6}}-{\sqrt {2}}}{4}}}  | 0,258819045102521  |
| 105°        | {\displaystyle {\frac {7\pi }{12}}}  | 116 2⁄3g    | {\displaystyle -{\frac {{\sqrt {6}}-{\sqrt {2}}}{4}}} | -0,258819045102521 |
| 90°         | {\displaystyle {\frac {\pi }{2}}}    | 100g        | 0                                                     | 0                  |
| 36°         | {\displaystyle {\frac {\pi }{5}}}    | 40g         | {\displaystyle {\frac {1+{\sqrt {5}}}{4}}}            | 0,8090169944       |
| 54°         | {\displaystyle {\frac {3\pi }{10}}}  | 60g         | {\displaystyle {\frac {\sqrt {10-2{\sqrt {5}}}}{4}}}  | 0,5877852523       |
| 126°        | {\displaystyle {\frac {7\pi }{10}}}  | 140g        | {\displaystyle {\frac {\sqrt {10-2{\sqrt {5}}}}{4}}}  | 0,5877852523       |

## التعريف باستخدام الجداء القياسي
في هندسة المتجهات، يُعرَّف جيب التمام انطلاقا من الجداء القياسي للمتجهتين u و v ومعاييرها ||u|| و ||v|| بواسطة:
{\displaystyle \cos(u,v)={\frac {\langle u,v\rangle }{\|u\|\times \|v\|}}}

## تمثيل بياني لدالة جيب التمام

دائرة الوحدة؛ وتعرف بأن الوتر فيها يساوي 1.

هذا الشكل المتحرك يوضح حساب موجة جيبية بواسطة دائرة وحدة . الموجة الجيبية يمكن أن تمثل تيارا مترددا. 

توضيح لدالة جيب التمام (بالأزرق) كنقطة تتحرك على دائرة الوحدة بزاوية θ بالتقدير الدائري.

- في الدائرة المثلثية يعتبر جيب تمام زاوية في الدائرة المثلثية هو الإسقاط العمودي على المحور السيني (المحور الأفقي).

هذه موجة كاملة تنتشر إلى اليمين وموجة كاملة تنتشر إلى اليسار، كل منهما يعادل دورة واحدة في دائرة وحدة. ويمكن استخدامها في حسابات التيار المتردد.

وهي دالة زوجية حيث أن (Cos(-x) = Cos(x.

## حساب جيب تمام الزاوية
يمكن التعبير عن جيب تمام الزاوية لزاوية x -معبرا عنها بالتقدير الدائري- بواسطة متسلسلة تايلور التالية:
{\displaystyle {\begin{aligned}\cos x&=1-{\frac {x^{2}}{2!}}+{\frac {x^{4}}{4!}}-{\frac {x^{6}}{6!}}+\cdots \\&=\sum _{n=0}^{\infty }{\frac {(-1)^{n}x^{2n}}{(2n)!}}.\end{aligned}}}

## اقرأ أيضا
- جيب الزاوية
- ظل الزاوية
- دائرة واحدية
- حساب المثلثات